# Giuseppe Moccia
Giuseppe Moccia; auch bekannt als Pipolo (* 22. Juni 1933 in Viterbo, Italien; † 20. August  2006 in Rom), war ein italienischer Drehbuchautor und Filmregisseur. Sein Sohn Federico Moccia ist ebenfalls im Filmgeschäft tätig.
Zwischen 1958 und 2001 schrieb Giuseppe Moccia zu 96 Filmen das Drehbuch. Im Zeitraum 1964 bis 1997 führte er auch in 21 Filmen Regie. Viele seiner Filme entstanden in Zusammenarbeit mit Franco Castellano; sie traten unter dem Namen Castellano & Pipolo auf. Ungeliebt von der Kritik, aber erfolgreich beim Publikum, schrieben sie zusammen fast hundert Filme, darunter fünf der 100 finanziell erfolgreichsten italienischen. Giuseppe Moccia starb 2006 an Herzversagen.

## Filmografie (Auswahl)
Regie & Drehbuch
- 1964: I marziani hanno 12 mani
- 1978: Onkel Addi (Zio Adolfo, in arte Führer)
- 1979: Der Millionenfinger (Mani di velluto)
- 1979: Ein total versautes Wochenende (Sabato, domenica e venerdì)
- 1980: Der gezähmte Widerspenstige (Il bisbetico domato)
- 1980: Meine Frau ist eine Hexe (Mia moglie è una strega)
- 1981: Asso (Asso – ein himmlischer Spieler)
- 1981: Gib dem Affen Zucker (Innamorato pazzo)
- 1982: Wer hat dem Affen den Zucker geklaut? (Grand Hotel Excelsior)
- 1982: Wild trieben es die alten Hunnen (Attila flagello di Dio)
- 1983: Besondere Kennzeichen: Bellissimo (Segni particolari: bellissimo)
- 1984: College
- 1984: Der Junge vom Land (Il ragazzo di camoagna)
- 1985: È arrivato mio fratello
- 1986: Der Brummbär (Il burbero)
- 1986: Im Kaufhaus ist die Hölle los (Grandi magazzini)
- 1988: Mia moglie è una bestia
- 1997: Panarea

Drehbuch
- 1964: Der Donnerstag (Il giovedì)
- 1964: Die letzten Zwei vom Rio Bravo
- 1966: Das gewisse Etwas der Frauen (Come imparai ad amare le donne)
- 1972: Providenza! – Mausefalle für zwei schräge Vögel (La vita a volte è molto dura, vero Provvidenza?)
- 1973: Ci risiamo, vero Provvidenza?
- 1974: Herr Oberst haben eine Macke
- 1974: Die unglaubwürdigen Abenteuer der Italiener in Russland (Una matta, matta, matta corsa in Russia)
- 1976: Hector, der Ritter ohne Furcht und Tadel (Il soldato di ventura)